# François Mazois
François Mazois (* 12. Oktober 1783 in Lorient; † 31. Dezember 1826 in Paris) war ein französischer Architekt und Archäologe.

## Schriften

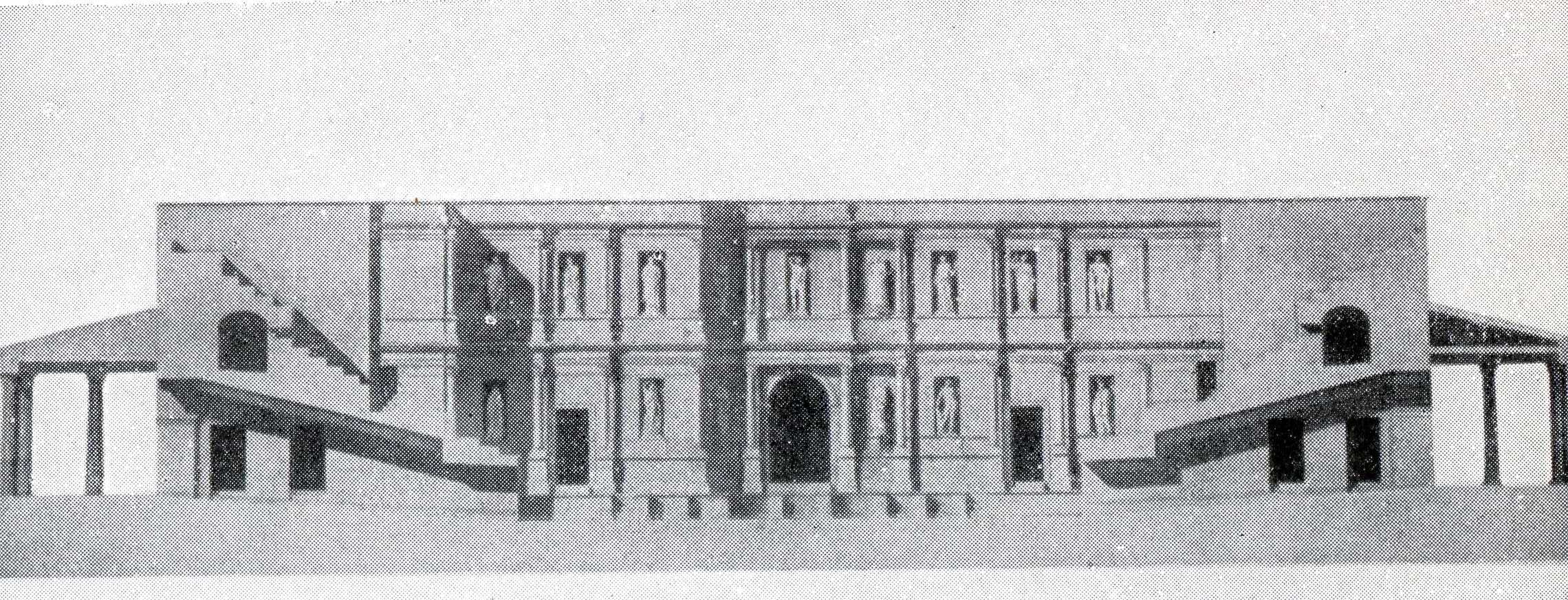
Die Skene des Theaters von Herculaneum, Rekonstruktion von François Mazois.

- Le Palais de Scaurus, ou Description d’une maison romaine, fragment d’un voyage fait à Rome, vers la fin de la République, par Mérovir, prince des Suèves. Firmin Didot, Paris 1819, 2. Auflage 1822, 3. Auflage 1869 Volltext.
- Les ruines de Pompéi.
  - Partie 1, Voie tombeaux murailles et portes de la ville. 1824 (Digitalisat auf Gallica).
  - Partie 2, Habitations. 1824 (Digitalisat auf Gallica).
  - Partie 3, Portiques, continué par François Gau. 1829 (Digitalisat auf Gallica).
  - Partie 4, continué par François Gau. 1838 (Digitalisat auf Gallica).
- Les ruines de Pompéi, dessinées et mesurées par François Mazois [Manuskript]. (Digitalisat auf Gallica).